# Günter Erxleben
Günter Erxleben (* 15. April 1909 in Berlin; † 29. März 2005 ebenda) war ein deutscher Journalist und Verlagsleiter in der Deutschen Demokratischen Republik (DDR). Er war von 1951 bis 1953 Chefredakteur der Tribüne und von 1953 bis 1969 Leiter des Tribüne-Verlags.

## Leben
Erxleben, Sohn einer Hausangestellten und eines Eisenbahners absolvierte nach der Volksschule eine kaufmännische Lehre, war dann aber als Bauarbeiter und Filmkopierer tätig. 1924 engagierte er sich bei den Naturfreunden und trat 1925 in den Zentralverband der Angestellten (ZdA) und den Kommunistischen Jugendverband Deutschlands (KJVD) ein. 1930 wurde er Mitglied der Kommunistischen Partei Deutschlands (KPD). Er war Mitarbeiter und Instrukteur, zuletzt Mitglied der KJVD-Bezirksleitung Berlin-Brandenburg.
Nach der Machtübernahme der Nationalsozialisten 1933 unterstützte Erxleben die KPD auch in der Illegalität, wurde im Oktober desselben Jahres verhaftet und im Januar 1934 wegen „Vorbereitung zum Hochverrat“ zu zweieinhalb Jahren Gefängnis verurteilt, die zum größten Teil im Emslandlager Börgermoor verbringen musste. Im Mai 1936 wurde er aus der Haft entlassen.
Von 1936 bis 1942 war er zunächst als Bauarbeiter, dann als Filmtechniker bei der Firma Eruka-Schmalfilm Rassow & Co in Berlin-Weißensee angestellt. Im Herbst 1939 wurde er erneut für einige Wochen inhaftiert. 1943 wurde er zwangsweise in das Strafbataillon 999 der deutschen Wehrmacht rekrutiert. Als „Wehrunwürdiger“ war er Angehöriger einer Sanitätskompanie in Griechenland und nahm am Widerstandskampf teil. Im Mai 1945 geriet er in britische Kriegsgefangenschaft, aus der er 1947 entlassen wurde.
Erxleben kehrte nach Deutschland zurück, ließ sich im Ostsektor seiner Heimatstadt nieder und wurde im selben Jahr Mitglied der Sozialistischen Einheitspartei Deutschlands (SED) und des Freien Deutschen Gewerkschaftsbundes (FDGB). Ab 1947 war er als Redakteur bei der FDGB-Zeitung Tribüne angestellt, deren Chefredakteur er 1951 wurde (Nachfolger von Jacob Walcher). Am 3. September 1950 wurde er auf dem 3. FDGB-Kongress zum Mitglied des Sekretariats und am 1. August 1952 zum Mitglied des neugebildeten Präsidiums des FDGB-Bundesvorstandes gewählt. Im März 1953 wurde er von diesen Posten abberufen. Ursächlich war laut einiger Quellen ein Druckfehler in der Tribüne bei der Nachricht über Stalins Tod. Trotzdem blieb Erxleben bis zum 6. FDGB-Kongress im November 1963 Mitglied des FDGB-Bundesvorstands und wurde 1953 Leiter des Tribüne-Verlags, was er bis zu seinem Ruhestand 1969 blieb.

## Auszeichnungen
- 1969 Orden Banner der Arbeit (DDR)
- 1979 Vaterländischer Verdienstorden in Gold
- 1985 Fritz-Heckert-Medaille in Gold

## Schriften (Auswahl)
- Hans Burckhardt, Günter Erxleben: Strafdivision 999. Erlebnisse und Berichte aus dem antifaschistischen Widerstandskampf. Deutscher Militärverlag, Berlin 1965.
- Hans Burckhardt, Günter Erxleben, Kurt Nettball: Die mit dem blauen Schein. Über den antifaschistischen Widerstand in den 999er Formationen der faschistischen deutschen Wehrmacht (1942–1945). 2. berichtigte Auflage. Militärverlag der Deutschen Demokratischen Republik, Berlin 1986 DNB 126335257.